# Beaumontel
Beaumontel és un municipi francès situat al departament de l'Eure i a la regió de Normandia. L'any 2007 tenia 715 habitants.

## Demografia

### Població
El 2007 la població de fet de Beaumontel era de 715 persones. Hi havia 296 famílies, de les quals 76 eren unipersonals (20 homes vivint sols i 56 dones vivint soles), 108 parelles sense fills, 92 parelles amb fills i 20 famílies monoparentals amb fills.
La població ha evolucionat segons el següent gràfic:
Habitants censats

### Habitatges
El 2007 hi havia 342 habitatges, 304 eren l'habitatge principal de la família, 28 eren segones residències i 9 estaven desocupats. 338 eren cases i 3 eren apartaments. Dels 304 habitatges principals, 257 estaven ocupats pels seus propietaris, 42 estaven llogats i ocupats pels llogaters i 5 estaven cedits a títol gratuït; 1 tenia una cambra, 8 en tenien dues, 41 en tenien tres, 94 en tenien quatre i 160 en tenien cinc o més. 259 habitatges disposaven pel capbaix d'una plaça de pàrquing. A 150 habitatges hi havia un automòbil i a 137 n'hi havia dos o més.

### Piràmide de població
La piràmide de població per edats i sexe el 2009 era:
| Homes | Edats   | Dones |
| ----- | ------- | ----- |
| 0     | 95 o +  | 0     |
| 0     | 90 a 94 | 0     |
| 12    | 85 a 89 | 0     |
| 8     | 80 a 84 | 4     |
| 20    | 75 a 79 | 28    |
| 20    | 70 a 74 | 12    |
| 16    | 65 a 69 | 20    |
| 20    | 60 a 64 | 20    |
| 36    | 55 a 59 | 8     |
| 16    | 50 a 54 | 32    |
| 44    | 45 a 49 | 32    |
| 28    | 40 a 44 | 32    |
| 24    | 35 a 39 | 40    |
| 16    | 30 a 34 | 4     |
| 24    | 25 a 29 | 8     |
| 20    | 20 a 24 | 16    |
| 20    | 15 a 19 | 28    |
| 24    | 10 a 14 | 40    |
| 28    | 5 a 9   | 20    |
| 16    | 0 a 4   | 8     |

## Economia
El 2007 la població en edat de treballar era de 447 persones, 322 eren actives i 125 eren inactives. De les 322 persones actives 288 estaven ocupades (161 homes i 127 dones) i 34 estaven aturades (15 homes i 19 dones). De les 125 persones inactives 67 estaven jubilades, 25 estaven estudiant i 33 estaven classificades com a «altres inactius».

### Ingressos
El 2009 a Beaumontel hi havia 296 unitats fiscals que integraven 703,5 persones, la mediana anual d'ingressos fiscals per persona era de 20.433 €.

### Activitats econòmiques
Dels 19 establiments que hi havia el 2007, 3 eren d'empreses extractives, 1 d'una empresa de fabricació d'altres productes industrials, 4 d'empreses de construcció, 7 d'empreses de comerç i reparació d'automòbils, 1 d'una empresa de transport, 1 d'una empresa d'hostatgeria i restauració, 1 d'una empresa financera i 1 d'una empresa de serveis.
Dels 5 establiments de servei als particulars que hi havia el 2009, 1 era un taller de reparació d'automòbils i de material agrícola, 2 lampisteries, 1 electricista i 1 restaurant.
L'any 2000 a Beaumontel hi havia 19 explotacions agrícoles que ocupaven un total de 628 hectàrees.

## Equipaments sanitaris i escolars
El 2009 hi havia una escola elemental.

## Poblacions més properes
El següent diagrama mostra les poblacions més properes.